# Tunnel de Saint-Aignan
Le tunnel de Saint-Aignan est un tunnel-canal situé à Saint-Aignan en France, et emprunté par le canal des Ardennes.

## Description
Le tunnel est appelé localement « la voûte ». D’autres ont retenu l’appellation de « tunnel fluvial ». Cet ouvrage de la fin du XIXe siècle permet au canal des Ardennes de couper directement sous une colline. Sa longueur est de 196 mètres et il se situe entre l’écluse 4 de Saint-Aignan et l’écluse 3 de Malmy (Chémery-sur-Bar),.

## Historique
Le tunnel a ouvert en 1892.
Le tunnel a été construit entre 1822 et 1832 et ouvert à la navigation en 1835, année d'ouverture du canal des Ardennes. la date de 1892 qui figure sur la voûte correspond à la fin de travaux d'agrandissement de l'ouvrage commencés en 1889.
```
Terres ardennaises n° 151-152 novembre 2020 " le canal des Ardennes
```